# Svarthövden
Svarthövden är en sjö i Ronneby kommun i Blekinge och ingår i Nättrabyåns huvudavrinningsområde. Sjön är 11,3 meter djup, har en yta på 0,271 kvadratkilometer och befinner sig 106 meter över havet.

## Delavrinningsområde
Svarthövden ingår i det delavrinningsområde (625683-147531) som SMHI kallar för Ovan Jössebäcken. Medelhöjden är 117 meter över havet och ytan är 33,07 kvadratkilometer. Räknas de 7 avrinningsområdena uppströms in blir den ackumulerade arean 106,74 kvadratkilometer. Avrinningsområdets utflöde Nättrabyån mynnar i havet. Avrinningsområdet består mestadels av skog (71 %) och jordbruk (11 %). Avrinningsområdet har 1,32 kvadratkilometer vattenytor vilket ger det en sjöprocent på 4 %.